# Coleophora paradoxella
Coleophora paradoxella é uma espécie de mariposa do gênero Coleophora pertencente à família Coleophoridae.